# (33894) 2000 KM30
2000 KM30 (asteroide 33894) é um asteroide da cintura principal. Possui uma excentricidade de 0.16498960 e uma inclinação de 13.57714º.
Este asteroide foi descoberto no dia 28 de maio de 2000 por LINEAR em Socorro.